# 10 лучших американских фильмов в 10 классических жанрах по версии AFI
Список «10 лучших американских фильмов в 10 классических жанрах по версии AFI» был оглашён 17 июня 2008 года. Победителей выбирало жюри, состоящее из 1500 режиссёров, критиков и историков. Они выбрали из 500 номинированных фильмов (50 на каждый жанр) 100 лучших американских лент. Наиболее успешными оказались фильмы режиссёра Альфреда Хичкока, их в списке четыре. За ним следуют Стивен Спилберг и Стэнли Кубрик — по три фильма. А среди актёров чаще всего встречаются фильмы с участием Джеймса Стюарта (6) и Дайан Китон (4).
Оглашение списка было поручено известным деятелям кино при выступлении на телеканале CBS. Среди звёзд были известные актёры, режиссёры и продюсеры. Полный список оглашали десять кинодеятелей: Дженнифер Лав Хьюит оглашала список десяти лучших анимационных фильмов, Шон Астин оглашал десять лучших фэнтези-фильмов, гангстерские фильмы представлял Квентин Тарантино, Сигурни Уивер — научно-фантастические фильмы, Клинт Иствуд огласил лучшие американские вестерны, Кьюба Гудинг-младший представил лучшие спортивные фильмы, Гэбриэл Бирн огласил десятку лучших детективных фильмов, Джессика Альба огласила лучшие романтические комедии, судебные драмы огласил Джеймс Вудс, десять эпических фильмов — Кирк Дуглас. Также в обсуждении фильмов участвовало множество других деятелей кино.

## 10 лучших анимационных фильмов
| Место | Название фильма            | Год  | Режиссёр                      | Киностудия                   |
| ----- | -------------------------- | ---- | ----------------------------- | ---------------------------- |
| 1     | «Белоснежка и семь гномов» | 1937 | Дэвид Хэнд                    | Walt Disney Pictures         |
| 2     | «Пиноккио»                 | 1940 | Бен Шарпстин и Хэмилтон Ласки | Walt Disney Pictures         |
| 3     | «Бэмби»                    | 1942 | Дэвид Хэнд                    | Walt Disney Pictures         |
| 4     | «Король Лев»               | 1994 | Роджер Аллерс и Роб Минкофф   | Walt Disney Pictures         |
| 5     | «Фантазия»                 | 1940 | Сэмюель Армстронг и другие    | Walt Disney Pictures         |
| 6     | «История игрушек»          | 1995 | Джон Лассетер                 | Walt Disney Pictures — Pixar |
| 7     | «Красавица и Чудовище»     | 1991 | Гэри Трусдейл и Кирк Уайз     | Walt Disney Pictures         |
| 8     | «Шрек»                     | 2001 | Эндрю Адамсон и Вики Дженсон  | DreamWorks                   |
| 9     | «Золушка»                  | 1950 | Уилфред Джексон и другие..    | Walt Disney Pictures         |
| 10    | «В поисках Немо»           | 2003 | Эндрю Стэнтон                 | Walt Disney Pictures — Pixar |

## 10 лучших вестернов
| Место | Название фильма              | Год  | Режиссёр                    | Киностудия         |
| ----- | ---------------------------- | ---- | --------------------------- | ------------------ |
| 1     | «Искатели»                   | 1956 | Джон Форд                   | Warner Brothers    |
| 2     | «Ровно в полдень»            | 1952 | Фред Циннеман               | United Artists     |
| 3     | «Шейн»                       | 1953 | Джордж Стивенс              | Paramount Pictures |
| 4     | «Непрощённый»                | 1992 | Клинт Иствуд                | Warner Brothers    |
| 5     | «Красная река»               | 1948 | Говард Хоукс и Артур Россон | United Artists     |
| 6     | «Дикая банда»                | 1969 | Сэм Пекинпа                 | Warner Brothers    |
| 7     | «Бутч Кэссиди и Санденс Кид» | 1969 | Джордж Рой Хилл             | 20th Century Fox   |
| 8     | «Маккейб и миссис Миллер»    | 1971 | Роберт Олтмен               | Warner Brothers    |
| 9     | «Дилижанс»                   | 1939 | Джон Форд                   | United Artists     |
| 10    | «Кэт Баллу»                  | 1965 | Эллиот Силверстайн          | Columbia Pictures  |

## 10 лучших гангстерских фильмов
| Место | Название фильма      | Год  | Режиссёр                     | Киностудия         |
| ----- | -------------------- | ---- | ---------------------------- | ------------------ |
| 1     | «Крёстный отец»      | 1972 | Фрэнсис Форд Коппола         | Paramount Pictures |
| 2     | «Славные парни»      | 1990 | Мартин Скорсезе              | Warner Brothers    |
| 3     | «Крёстный отец 2»    | 1974 | Фрэнсис Форд Коппола         | Paramount Pictures |
| 4     | «Белая горячка»      | 1949 | Рауль Уолш                   | Warner Brothers    |
| 5     | «Бонни и Клайд»      | 1967 | Артур Пенн                   | Warner Brothers    |
| 6     | «Лицо со шрамом»     | 1932 | Говард Хоукс и Ричард Россон | United Artists     |
| 7     | «Криминальное чтиво» | 1994 | Квентин Тарантино            | Miramax Films      |
| 8     | «Враг общества»      | 1931 | Уильям Уэллман               | Warner Brothers    |
| 9     | «Маленький Цезарь»   | 1931 | Мервин Лерой                 | Warner Brothers    |
| 10    | «Лицо со шрамом»     | 1983 | Брайан Де Пальма             | Universal Pictures |

## 10 лучших судебных драм
Фильмы о законе, правосудии, юристах, суде.
| Место | Название фильма            | Год  | Режиссёр        | Киностудия                         |
| ----- | -------------------------- | ---- | --------------- | ---------------------------------- |
| 1     | «Убить пересмешника»       | 1962 | Роберт Маллиган | Universal Pictures                 |
| 2     | «12 разгневанных мужчин»   | 1957 | Сидни Люмет     | United Artists                     |
| 3     | «Крамер против Крамера»    | 1979 | Роберт Бентон   | Columbia Pictures                  |
| 4     | «Вердикт»                  | 1982 | Сидни Люмет     | 20th Century Fox                   |
| 5     | «Несколько хороших парней» | 1992 | Роб Райнер      | Columbia Pictures                  |
| 6     | «Свидетель обвинения»      | 1957 | Билли Уайлдер   | United Artists                     |
| 7     | «Анатомия убийства»        | 1959 | Отто Премингер  | Columbia Pictures                  |
| 8     | «Хладнокровное убийство»   | 1967 | Ричард Брукс    | Columbia Pictures                  |
| 9     | «Крик в темноте»           | 1988 | Фред Скеписи    | Warner Brothers и The Cannon Group |
| 10    | «Нюрнбергский процесс»     | 1961 | Стэнли Крамер   | Roxlom Films Inc.                  |

## 10 лучших романтических комедий
| Место | Название фильма               | Год  | Режиссёр       | Киностудия          |
| ----- | ----------------------------- | ---- | -------------- | ------------------- |
| 1     | «Огни большого города»        | 1931 | Чарльз Чаплин  | United Artists      |
| 2     | «Энни Холл»                   | 1977 | Вуди Аллен     | United Artists      |
| 3     | «Это случилось однажды ночью» | 1934 | Фрэнк Капра    | Columbia Pictures   |
| 4     | «Римские каникулы»            | 1953 | Уильям Уайлер  | Paramount Pictures  |
| 5     | «Филадельфийская история»     | 1940 | Джордж Кьюкор  | Metro-Goldwyn-Mayer |
| 6     | «Когда Гарри встретил Салли»  | 1989 | Роб Райнер     | Columbia Pictures   |
| 7     | «Ребро Адама»                 | 1949 | Джордж Кьюкор  | Metro-Goldwyn-Mayer |
| 8     | «Власть луны»                 | 1987 | Норман Джуисон | Metro-Goldwyn-Mayer |
| 9     | «Гарольд и Мод»               | 1971 | Хэл Эшби       | Paramount Pictures  |
| 10    | «Неспящие в Сиэтле»           | 1993 | Нора Эфрон     | TriStar Pictures    |

## 10 лучших фильмов о спорте
| Место | Название фильма            | Год  | Режиссёр        | Киностудия                       |
| ----- | -------------------------- | ---- | --------------- | -------------------------------- |
| 1     | «Бешеный бык»              | 1980 | Мартин Скорсезе | United Artists                   |
| 2     | «Рокки»                    | 1976 | Джон Эвилдсен   | United Artists                   |
| 3     | «Гордость янки»            | 1942 | Сэм Вуд         | RKO Pictures                     |
| 4     | «Команда из штата Индиана» | 1986 | Дэвид Анспо     | Orion Pictures                   |
| 5     | «Дархэмский бык»           | 1988 | Рон Шелтон      | Metro-Goldwyn-Mayer              |
| 6     | «Мошенник»                 | 1961 | Роберт Россен   | 20th Century Fox                 |
| 7     | «Гольф-клуб»               | 1980 | Гарольд Рамис   | Orion Pictures и Warner Brothers |
| 8     | «Уходя в отрыв»            | 1979 | Питер Йетс      | 20th Century Fox                 |
| 9     | «Национальный бархат»      | 1944 | Кларенс Браун   | Metro-Goldwyn-Mayer              |
| 10    | «Джерри Магуайер»          | 1996 | Кэмерон Кроу    | TriStar Pictures                 |

## 10 лучших научно-фантастических фильмов
| Место | Название фильма                            | Год  | Режиссёр        | Киностудия                          |
| ----- | ------------------------------------------ | ---- | --------------- | ----------------------------------- |
| 1     | «Космическая одиссея 2001 года»            | 1968 | Стэнли Кубрик   | Metro-Goldwyn-Mayer                 |
| 2     | «Звёздные войны. Эпизод IV: Новая надежда» | 1977 | Джордж Лукас    | 20th Century Fox                    |
| 3     | «Инопланетянин»                            | 1982 | Стивен Спилберг | Universal Studios                   |
| 4     | «Заводной апельсин»                        | 1971 | Стэнли Кубрик   | Warner Brothers                     |
| 5     | «День, когда остановилась Земля»           | 1951 | Роберт Уайз     | 20th Century Fox                    |
| 6     | «Бегущий по лезвию»                        | 1982 | Ридли Скотт     | Warner Brothers                     |
| 7     | «Чужой»                                    | 1979 | Ридли Скотт     | 20th Century Fox                    |
| 8     | «Терминатор 2: Судный день»                | 1991 | Джеймс Кэмерон  | TriStar Pictures и Carolco Pictures |
| 9     | «Вторжение похитителей тел»                | 1956 | Дон Сигел       | Allied Artists Pictures Corporation |
| 10    | «Назад в будущее»                          | 1985 | Роберт Земекис  | Universal Pictures                  |

## 10 лучших фэнтези-фильмов
| Место | Название фильма                    | Год  | Режиссёр                     | Киностудия          |
| ----- | ---------------------------------- | ---- | ---------------------------- | ------------------- |
| 1     | «Волшебник страны Оз»              | 1939 | Виктор Флеминг               | Metro-Goldwyn-Mayer |
| 2     | «Властелин колец: Братство кольца» | 2001 | Питер Джексон                | New Line Cinema     |
| 3     | «Эта замечательная жизнь»          | 1946 | Фрэнк Капра                  | RKO Radio Pictures  |
| 4     | «Кинг-Конг»                        | 1933 | Мериан Купер и Эрнест Шодсак | RKO Radio Pictures  |
| 5     | «Чудо на 34-й улице»               | 1947 | Джордж Ситон                 | 20th Century Fox    |
| 6     | «Поле его мечты»                   | 1989 | Фил Олден Робинсон           | Universal Studios   |
| 7     | «Харви»                            | 1950 | Генри Костер                 | Universal Studios   |
| 8     | «День сурка»                       | 1993 | Гарольд Рамис                | Columbia Pictures   |
| 9     | «Багдадский вор»                   | 1940 | Александр Корда              | United Artists      |
| 10    | «Большой»                          | 1988 | Пенни Маршалл                | 20th Century Fox    |

## 10 лучших детективных фильмов
| Место | Название фильма                   | Год  | Режиссёр       | Киностудия                             |
| ----- | --------------------------------- | ---- | -------------- | -------------------------------------- |
| 1     | «Головокружение»                  | 1958 | Альфред Хичкок | Paramount Pictures                     |
| 2     | «Китайский квартал»               | 1974 | Роман Полански | Paramount Pictures                     |
| 3     | «Окно во двор»                    | 1954 | Альфред Хичкок | Paramount Pictures и Universal Studios |
| 4     | «Лора»                            | 1944 | Отто Премингер | 20th Century Fox                       |
| 5     | «Третий человек»                  | 1949 | Кэрол Рид      | Selznick International Pictures        |
| 6     | «Мальтийский сокол»               | 1941 | Джон Хьюстон   | Warner Brothers                        |
| 7     | «К северу через северо-запад»     | 1959 | Альфред Хичкок | Metro Goldwyn Mayer                    |
| 8     | «Синий бархат»                    | 1986 | Дэвид Линч     | De Laurentiis Entertainment Group      |
| 9     | «В случае убийства набирайте „М“» | 1954 | Альфред Хичкок | Warner Brothers                        |
| 10    | «Подозрительные лица»             | 1995 | Брайан Сингер  | Metro-Goldwyn-Mayer                    |

## 10 лучших эпических фильмов
| Место | Название фильма                  | Год  | Режиссёр         | Киностудия                            |
| ----- | -------------------------------- | ---- | ---------------- | ------------------------------------- |
| 1     | «Лоуренс Аравийский»             | 1962 | Дэвид Лин        | Columbia Pictures                     |
| 2     | «Бен-Гур»                        | 1959 | Уильям Уайлер    | Metro-Goldwyn-Mayer                   |
| 3     | «Список Шиндлера»                | 1993 | Стивен Спилберг  | Universal Pictures                    |
| 4     | «Унесённые ветром»               | 1939 | Виктор Флеминг   | Metro-Goldwyn-Mayer                   |
| 5     | «Спартак»                        | 1960 | Стэнли Кубрик    | Universal Pictures                    |
| 6     | «Титаник»                        | 1997 | Джеймс Кэмерон   | 20th Century Fox и Paramount Pictures |
| 7     | «На западном фронте без перемен» | 1930 | Льюис Майлстоун  | Universal Pictures                    |
| 8     | «Спасти рядового Райана»         | 1998 | Стивен Спилберг  | Paramount Pictures и DreamWorks       |
| 9     | «Красные»                        | 1981 | Уоррен Битти     | Paramount Pictures                    |
| 10    | «Десять заповедей»               | 1956 | Сесил Б. Демилль | Paramount Pictures                    |